# Reader (Hochschullehrer)
Reader bezeichnet im Vereinigten Königreich und einigen Universitäten von Ländern des Commonwealth of Nations eine akademische Berufsbezeichnung für führendes akademisches Personal mit einer ausgezeichneten internationalen Reputation in Forschung und Lehre. Der Reader ordnet sich vom Rang her über dem Senior Lecturer und unterhalb des Professors ein. Die Berufung zum Reader erfolgt in Großbritannien ähnlich wie für eine volle Professur: Die Beförderung vom Senior Lecturer zum Reader erfordert im Allgemeinen den Nachweis der herausragenden Leistung. An den meisten Universitäten in Australien, Neuseeland, Südafrika, Irland und an einigen Universitäten in Südostasien ist der gleichwertige Titel Associate Professor, der nicht mit dem nordamerikanischen Gebrauch dieses Titels zu verwechseln ist, der dem Titel Senior Lecturer entspricht.
Die begrenzte Vergleichbarkeit der Rangsysteme zwischen englischsprachigen Ländern erschwert zuweilen die Einordnung einzelner Rangstufen. Die britische Interpretation des Ranges kann als Professor ohne Lehrstuhl betrachtet werden, analog zu der Unterteilung zwischen professor extraordinarius und professor ordinarius an einigen europäischen Universitäten oder zum Professor und chaired Professor in Hongkong oder Professor B und chaired Professor in Irland. Sowohl Reader als auch Professor würden in den Vereinigten Staaten als Professor bezeichnet.
Die akademische Bezeichnung „Reader“ wird an einigen britischen Hochschulen (University of Leeds, University of Oxford) inzwischen nicht mehr neu vergeben. Richtungsweisend ist die Entscheidung der Universität Cambridge, sämtliche Reader-Titel zu Professorentiteln zu ändern. Weniger traditionelle britische Universitäten hingegen passen sich den US-amerikanischen akademischen Rangstufen an und ordnen den Reader zwischen dem Associate Professor und Full Professor ein.